# Marijonas Misiukonis
Marijonas Misiukonis (ur. 1 lutego 1939 w Wiciunach w rejonie oniksztyńskim) – litewski funkcjonariusz KGB, minister spraw wewnętrznych w latach 1989–1991.

## Życiorys
W 1962 ukończył studia na Wydziale Prawa Uniwersytetu Wileńskiego. Odbył również kursy doszkalające dla funkcjonariuszy KGB w Kijowie i Mińsku oraz studia w wyższej szkole partyjnej.
Przez wiele lat pracował jako funkcjonariusz KGB, był oficerem operacyjnym w rejonie oniksztyńskim. W 1965 brał udział w obławie na Antanasa Kraujelisa („Siaubūnasa”), jednego ostatnich partyzantów litewskiego podziemia niepodległościowego. Od 1966 pracował w zarządzie II KGB Litewskiej SRR, m.in. na stanowiskach zastępcy naczelnika wydziału IV (1973–1975), zastępcy naczelnika wydziału II (1975–1979) oraz naczelnika wydziału III (1979–1982). Przed odejściem ze służby w 1984 pełnił funkcję naczelnika wydziału VI KGB Litewskiej SRR w stopniu pułkownika.
Od 1963 do 1989 był członkiem Komunistycznej Partii Litwy. W latach 1984–1989 zajmował stanowisko zastępcy ministra. Od 1989 był ministrem spraw wewnętrznych Litewskiej SRR. W 1989 awansowany do stopnia generała. Zachował stanowisko ministra spraw wewnętrznych w rządzie Kazimiry Prunskienė utworzonym po ogłoszeniu niepodległości przez Litwę w marcu 1990. Kierując resortem spraw wewnętrznych, przeprowadził reformę struktur bezpieczeństwa. 31 lipca 1991 złożył dymisję, a w listopadzie został zastąpiony przez Petrasa Valiukasa.
W późniejszych latach pracował w firmach prywatnych. Był m.in. szefem wydziału ochrony w jednym z banków. Od 2007 wszedł w skład rady społecznej przy komendancie głównym policji.

## Postępowanie karne
W listopadzie 2009 prokurator prokuratury okręgowej w Poniewieżu skierował akt oskarżenia przeciwko funkcjonariuszom sowieckich organów bezpieczeństwa, którzy w 1965 brali udział w obławie na Antanasa Kraujelisa (zakończonej jego śmiercią). Marijonasowi Misiukonisowi postawiony został zarzut udziału w ludobójstwie. Wyrokiem sądu okręgowego w Poniewieżu z 26 listopada 2014 został uniewinniony w I instancji, 7 lipca 2015 wyrok ten został utrzymany w mocy przez sąd apelacyjny w Wilnie. 25 lutego 2016, po rozpatrzeniu kasacji, Sąd Najwyższy ostatecznie uniewinnił go od zarzutu udziału w ludobójstwie.